# دی‌کلر هپتوکسید
دی‌کلر هپتوکسید (به انگلیسی: Dichlorine heptoxide) با فرمول شیمیایی Cl۲O۷ یک ترکیب شیمیایی با شناسه پاب‌کم ۱۲۳۲۷۲ است. که جرم مولی آن 182.901 g/mol می‌باشد. شکل ظاهری این ترکیب، روغن بی‌رنگ است.